# Belalcázar (Kolumbia)
Belalcázar – miasto w Kolumbii, w departamencie Caldas.